# Natura in replay
Natura in replay è l'album di debutto del cantautore italiano Moltheni, pubblicato il primo ottobre 1999 da Cyclope Records/BMG.

## Il disco
Dall'album sono stati estratti i singoli In centro all'orgoglio e Il circuito affascinante, che ebbero una buona rotazione sui canali televisivi dell'epoca.
Il brano Ogni cosa a suo tempo è strumentale.
La versione del disco pubblicata nel 1999 non comprende il brano Nutriente, che fu presentato al Festival di Sanremo 2000 ed inserito nella ristampa, uscita nella primavera del 2000.

## Tracce
1. Il circuito affascinante – 4:08
2. Preponderante ma del tutto inefficace – 4:03
3. In centro all'orgoglio – 4:36
4. Chiaro evidente intenso – 4:04
5. Flagello e amore – 3:44
6. Ogni cosa a suo tempo – 3:16
7. Nutriente – 3:56 – solo nell'edizione 2000
8. Magnete – 4:30
9. Equilibrio – 4:03
10. Argento e piombo – 3:55
11. Lo specchio – 3:11
12. Natura in replay – 3:27
13. Un desiderio innocuo – 3:52

## Formazione

### Artista
- Moltheni - voce, chitarra acustica, chitarra elettrica e basso elettrico.

### Altri musicisti
- Egle Sommacal - chitarra
- Vittoria Burattini - batteria
- Gianluca Schiavon - batteria
- Maurizio Iorio - basso
- Salvatore Russo - chitarra
- Massimo Roccaforte - chitarra